# Secamone linearis
Secamone linearis är en oleanderväxtart som beskrevs av J. Klackenberg. Secamone linearis ingår i släktet Secamone och familjen oleanderväxter. Inga underarter finns listade i Catalogue of Life.